# Crimson Corsair
Curse of the Crimson Corsair est une série créée par Len Wein et John Higgins (scénario) et Sal Cipriano (dessins) pour le compte de DC.

## Contexte
Curse of the Crimson Corsair est une série assez particulière dans la mesure où sa parution se fait dans plusieurs revues différentes à raison de deux planches par numéro.
En 2012, DC publie une préquelle à la série The Watchmen sous le titre de Before Watchmen. Cette préquelle se subdivise en 10 segments différents.
1. Before Watchmen: Minutemen (6 #)
2. Before Watchmen: Silk Spectre (4 #)
3. Before Watchmen: Comedian (6 #)
4. Before Watchmen: Nite Owl (4 #)
5. Before Watchmen: Ozymandias (6 #)
6. Before Watchmen: Rorschach (4 #)
7. Before Watchmen: Doctor Manhattan (4 #)
8. Before Watchmen: Moloch (2 #)
9. Before Watchmen: Dollar Bill (1 #)
10. Before Watchmen: Epilogue (1 #)

À l’heure où sont écrites ces lignes, les différentes publications ne sont pas encore achevées. Néanmoins si le rythme de 2 planches par numéro est respecté Curse of the Crimson Corsair devrait donc faire 78 planches.

## Histoire
Dans la droite ligne de Pirates des Caraïbes, cette série, inspirée de Tales of the Black Freighter, mélange fantastique et aventure. Nous sommes en 1771 et Gordon McLachlan est aspirant sur le navire Pendragon de Sa Gracieuse Majesté. Ayant volé une ration de rhum, le matelot Quentin Vole est condamné au supplice de la planche. Pour l’avoir défendu Gordon est condamné au fouet mais une attaque espagnole précipite l’aspirant en mer. Il va être recueilli quelque temps plus tard par un vaisseau fantôme, le fameux Hollandais volant.
Pour payer son passage et repartir librement, Gordon devra remplir trois missions toutes plus énigmatiques les unes que les autres.
Au stade actuel (décembre 2012), la saga est divisée en trois chapitres :
1. Devil in the Deep – 20 planches
2. The Evil that Men Do – 16 planches
3. Wide Were His Dragon Wings -18 planches

En toute logique la saga devrait faire l'objet d'un album (graphic story) dès l'arrêt des publications de Before Watchmen.